# Long Island (Notre Dame Bay)
Long Island is een eiland van 34 km² dat deel uitmaakt van de Canadese provincie Newfoundland en Labrador. Het eiland vormt het grootste deel van de gemeente Lushes Bight-Beaumont-Beaumont North en huisvest tevens alle 169 inwoners (2021) van die gemeente.

## Geografie
Long Island is een van de vele eilanden in Notre Dame Bay, een grote baai aan de noordkust van Newfoundland. Het eiland bevindt zich ten zuidoosten van het schiereiland Baie Verte. Het zuidelijkste punt van Long Island ligt amper 500 meter ten noorden van Pilley's Island en op minder dan 7 km ten noordoosten van het hoofdeiland Newfoundland.
Het eiland is enkel bereikbaar via een veerboot, die vanop Pilley's Island de oversteek van 700 meter maakt. De oversteek kost 4 dollar.

## Demografie
Demografisch gezien is Long Island, net zoals de meeste afgelegen plaatsen in de provincie, aan het krimpen. Het feit dat de dorpen van Long Island enkel via schip bereikbaar zijn, zorgt er mee voor dat de demografische daling zich er nog steviger dan gemiddeld manifesteert.
| Demografische ontwikkeling van Long Island tussen 1951 en 2021             |
| -------------------------------------------------------------------------- |
|                                                                            |
| Bron: Statistics Canada (1951–1986, 1991–1996, 2001–2006, 2011–2016, 2021) |